# Uhřice (Vyškov)
Uhřice (in tedesco Uhrschitz) è un comune della Repubblica Ceca facente parte del distretto di Vyškov, in Moravia Meridionale.